# Omo Osaghae
Omoghan Osaghae, detto Omo (Lubbock, 18 maggio 1988), è un ostacolista statunitense.
In carriera si è laureato campione mondiale indoor dei 60 metri ostacoli a Sopot 2014.

## Progressione

### 200 metri piani
| Stagione | Risultato | Luogo   | Data      | Rank. Mond. |
| -------- | --------- | ------- | --------- | ----------- |
| 2009     | 21"13     | Lubbock | 16-5-2009 |             |

### 60 metri ostacoli indoor
| Stagione | Risultato | Luogo           | Data      | Rank. Mond. |
| -------- | --------- | --------------- | --------- | ----------- |
| 2015     | 7"67      | New York        | 14-2-2015 | 30º         |
| 2014     | 7"45      | Sopot           | 9-3-2014  | 1º          |
| 2013     | 7"51      | Birmingham      | 16-2-2013 | 4º          |
| 2012     | 7"53      | Albuquerque     | 25-2-2012 | 10º         |
| 2011     | 7"52      | Albuquerque     | 27-2-2011 | 5º          |
| 2010     | 7"60      | Fayetteville    | 13-3-2010 | 14º         |
| 2009     | 7"64      | College Station | 14-3-2009 | 20º         |

### 110 metri ostacoli
| Stagione | Risultato | Luogo       | Data      | Rank. Mond. |
| -------- | --------- | ----------- | --------- | ----------- |
| 2015     | 13"56     | Gainesville | 3-4-2015  | 62º         |
| 2014     | 13"41     | Walnut      | 19-4-2014 | 32º         |
| 2013     | 13"35     | Sotteville  | 8-7-2013  | 21º         |
| 2012     | 13"24     | Des Moines  | 28-4-2012 | 18º         |
| 2011     | 13"23     | Norman      | 15-5-2011 | 10º         |
| 2009     | 13"51     | Lubbock     | 9-4-2009  | 48º         |
| 2008     | 13"65     | Des Moines  | 13-6-2008 | 87º         |

## Palmarès
| Anno | Manifestazione  | Sede  | Evento  | Risultato | Prestazione | Note                                    |
| ---- | --------------- | ----- | ------- | --------- | ----------- | --------------------------------------- |
| 2014 | Mondiali indoor | Sopot | 60 m hs | Oro       | 7"45        | Miglior prestazione mondiale stagionale |

## Campionati nazionali
- 3 volte campione nazionale indoor dei 60 metri ostacoli (2011, 2013, 2014)